# دد بای سانرایز
دد بای سانرایز (به انگلیسی: Dead by Sunrise) گروه راک آمریکایی و پروژه دومی خواننده گروه لینکین پارک، چستر بنینگتون می‌باشد. این گروه همچنین شامل رایان شاک ، امیر درخ ، فرانک زامو ، براندون بلسکی و آنتونی "فو" والکیک از گروه‌های جولین-کی و ارگی می‌باشد. اولین آلبوم استودیویی دد بای سانرایز با نام بیرون از خاکسترها (به انگلیسی: Out of Ashes) به صورت جهانی در ۱۳ اکتبر ۲۰۰۹ عرضه شد.
دو تک ترانهٔ اول این آلبوم به نام‌های بازگشت به درون و مغلوب شده در همان سال منتشر شدند.

## شکل گیری
دد بای سانرایز در سال 2005 وقتی متولد شد که چستر بنینگتون تعدادی از آهنگ‌هایی که برای آلبوم سوم لینکین پارک یعنی دقایقی تا نیمه شب نوشته بود مناسب سبک آن نبودند. اما این آهنگ‌ها بسیار عالی نوشته شده بودند و چستر درصدد بود که حتماً این آهنگ‌ها را اجرا کند. بنابراین او پروژهٔ دومی به نام دد بای سانرایز با همکاری گروه راک جولین-کی برای خود ایجاد کرد. البته نام آن قبلاً قرار بود "Snow White Tan" باشد . ساختن این آهنگ‌ها و آماده کردنشان تا سال 2009 به طول انجامید و سرانجام دد بای سانرایز اولین آلبوم خود را به نام بیرون از خاکسترها (بدون خاکستر) یا Out of Ashes به صورت جهانی در سبک آلترنتیو راک، پست گرانج و الکترونیک راک در ۱۳ اکتبر ۲۰۰۹ عرضه کرد.

## اعضای گروه
- چستر بنینگتون - خواننده (از 2005 تا 2017)
- رایان شاک - گیتاریست ، همخوان (از 2005 تا اکنون)
- امیر دراخ - گیتاریست (از 2005 تا اکنون)
- فرانک زامو - درام (از 2005 تا اکنون)
- براندون بلسکی - گیتاریست (از 2005 تا اکنون)
- آنتونی "فو" والکیک - کیبورد (از 2005 تا اکنون)

اعضای پیشین
- الیاس آندرا - پرکاشن ، درام (از 2005 تا 2012)